# 주미국 대한민국 대사
주미국 대한민국 대사는 대한민국 외교부 산하에 주 미국 대한민국 대사관의 수장
이다. 공식 명칭은 주 아메리카합중국 대한민국 특명전권대사이다.

## 역대 대사

### 조선-대한제국

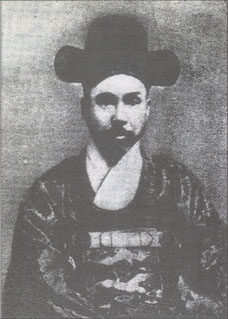
박정양 대사(1889년)

1887년 조선의 초대 주미 대사에 임명된 박정양(朴定陽)이 한 달간 부임 준비를 하지만 청나라의 반발로 부임하지 못하다가 그해 말에 몰래 미국으로 출국하여 미국 대통령을 예방하고 임기를 시작하였다. 그 후 2년 남짓 외교 활동을 하고 1889년에 귀국하였다.

### 대한민국 임시 정부
- 1. 김규식 1919년 8월 - 1919년 9월
- 2. 이승만 1919년 9월 - 1921년 4월 18일
  - (임시) 서재필 1921년 4월 18일 - 1921년 6월 28일
- 3. 이승만 1921년 6월 29일 - 1928년
- 4. 이승만 1928년 - 1945년 10월 2일
- 5. 임병직 1945년 10월 2일 - 1948년 10월, 구미위원부 해체

### 대한민국

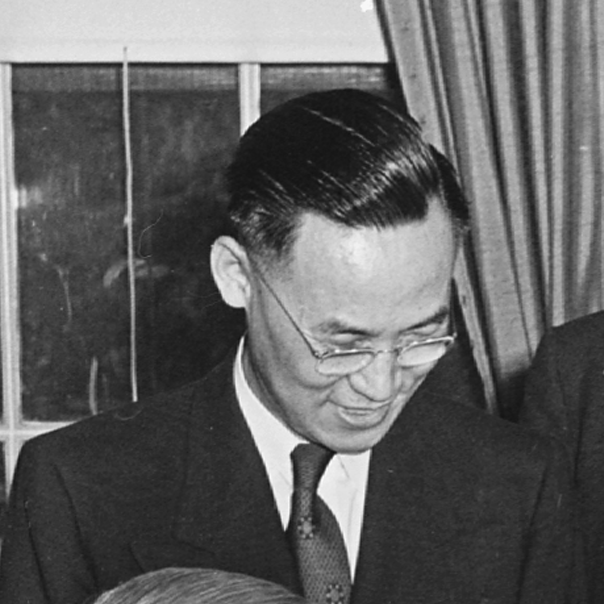
장면 대사(1951년)

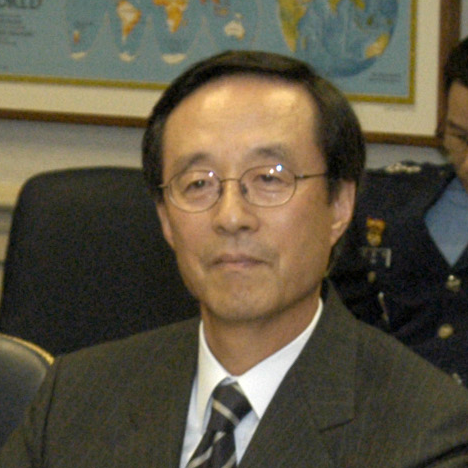
한승주 대사 (2003년)

| 대수     | 이 름           | 사진 | 임기                              |
| -------- | --------------- | ---- | --------------------------------- |
| 임시     | 장면(張勉)      |      | 1949년 1월 - 1949년 2월           |
| 제1대    | 장면(張勉)      |      | 1949년 2월 - 1951년 2월           |
| 임시     | 한표욱(韓豹頊)  |      | 1951년 2월 - 1951년 4월           |
| 제2대    | 양유찬(梁裕燦)  |      | 1951년 4월 - 1960년 4월 29일      |
| 제3대    | 정일권(丁一權)  |      | 1960년 6월 8일 - 1960년 10월      |
| 제4대    | 장이욱(張利郁)  |      | 1960년 10월 - 1961년 6월          |
| 제5대    | 정일권(丁一權)  |      | 1961년 6월 - 1963년 4월           |
| 제6대    | 김정렬(金貞烈)  |      | 1963년 5월 - 1964년 10월          |
| 제7대    | 김현철 (金顯哲) |      | 1964년 12월 - 1967년 10월         |
| 제8대    | 김동조(金東祚)  |      | 1967년 10월 - 1973년 12월         |
| 제9대    | 함병춘(咸秉春)  |      | 1973년 12월 - 1977년 4월          |
| 제10대   | 김용식(金溶植)  |      | 1977년 4월 - 1981년 6월           |
| 제11대   | 류병현(柳炳賢)  |      | 1981년 7월 - 1985년 11월          |
| 제12대   | 김경원(金瓊元)  |      | 1985년 11월 - 1988년 4월          |
| 제13대   | 박동진(朴東鎭)  |      | 1988년 4월 - 1991년 3월           |
| 제14대   | 현홍주(玄鴻柱)  |      | 1991년 3월 - 1993년 4월           |
| 제15대   | 한승수(韓昇洙)  |      | 1993년 4월 - 1994년 12월          |
| 제16대   | 박건우(朴健雨)  |      | 1995년 1월 - 1998년 4월           |
| 제17대   | 이홍구(李洪九)  |      | 1998년 5월 - 2000년 8월           |
| 제18대   | 양성철(梁性喆)  |      | 2000년 8월 - 2003년 4월           |
| 제19대   | 한승주(韓昇洲)  |      | 2003년 4월 - 2005년 2월           |
| 제20대   | 홍석현(洪錫炫)  |      | 2005년 2월 - 2005년 9월           |
| 제21대   | 이태식(李泰植)  |      | 2005년 10월 - 2009년 2월          |
| 제22대   | 한덕수(韓悳洙)  |      | 2009년 2월 - 2012년 2월           |
| 제23대   | 최영진(崔英鎭)  |      | 2012년 2월 - 2013년 5월           |
| 제24대   | 안호영(安豪榮)  |      | 2013년 6월 - 2017년 10월          |
| 제25대   | 조윤제(趙潤濟)  |      | 2017년 10월 - 2019년 10월         |
| 제26대   | 이수혁(李秀赫)  |      | 2019년 10월 - 2022년 6월 10일     |
| 제27대   | 조태용(趙太庸)  |      | 2022년 6월 11일 - 2023년 3월 29일 |
| 직무대리 | 김준구          |      | 2023년 3월 29일 - 2023년 4월 13일 |
| 제28대   | 조현동(趙賢東)  |      | 2023년 4월 14일 - 2025년 7월 12일 |
| 직무대리 |                 |      | 2025년 7월 12일 -                 |

## 같이 보기
- 인물
  - 임병직
- 한미 관계
- 대한민국임시정부 구미외교위원부
- 주미국 대한민국 대사관